# Madame Adolphine
Madame Adolphine est la deuxième histoire de la série Benoît Brisefer de Peyo. Elle est publiée pour la première fois du no 1292 au no 1326 du journal Spirou. Puis elle est publiée sous forme d'album en 1965.

## Résumé
Benoît Brisefer rencontre Madame Adolphine dans la rue, mais celle-ci ne le reconnaît pas. Cela inquiète bien évidemment Benoît Brisefer, d'autant plus que peu de temps après, il la voit s'évanouir et être emmenée par un camionneur lui disant qu'elle avait besoin d'une révision. 
Quelques jours plus tard, des vols sont commis dans la ville; on prétend avoir vu un robot, ayant les traits de Madame Adolphine, les commettre.

## Personnages
- Benoît Brisefer
- Madame Adolphine
- Monsieur Vladlavodka

## Publication

### Revues
Dans le journal Spirou no 1292 (paru le 17 janvier 1963) au no 1326 (paru le 12 septembre 1963).